# 观漪桥
观漪桥（原称五一桥）位于广西桂林市秀峰区宝贤湖和丽泽湖的交界处，横跨桂湖，连接着解放西路和西凤路，是西郊进入市中心的重要通道。桥长115米，宽43.8米，是“两江四湖”新景桥工程中最大的一座桥梁。
桥型参考了文艺复兴时期意大利佛罗伦萨的圣特尼塔桥。风和日丽，微风轻拂时绿波涟漪，桥因此景而得名。

## 印象
桥的东、西两端各有两尊桥头柱。此柱的原型是巴黎塞纳河上的“亚历山大桥”的桥头柱，建筑学名“爱奥尼柱”，是学界公认的“文艺复兴时期”经典桥饰。观漪桥的四尊桥头柱分别象征杉湖、榕湖、桂湖与木龙湖，柱体上刻有四个湖的历史与传说及建设过程。
桥南是丽泽湖和丽泽桥，北是宝贤湖和宝贤桥。

## 历史
- 1950年代，建有三拱石板便桥，长20米，宽8米，因桥边原有五一织布厂，当地百姓称之为“五一桥”。[1]

- 1967年，因该桥经常拥堵，遂拆除原小石桥，扩建长23米，宽12.6米，荷载为汽-10，更名观漪桥，意为在桥上凭栏观望湖面泛起的层层涟漪。[1]桥下三孔只有两孔通水，桥长的3/4均为实心路基，把相连的两湖截断。有时，老桥两侧的淤泥深达2米，湖面的垃圾遍布，污水横流，影响了市民的生活和城市的形象。

- 1990年代，参照意大利佛罗伦萨的圣特尼塔桥的桥型新建观漪桥，长115米，宽43.8米。2002年重建观漪桥。[1]